# Лунное молоко

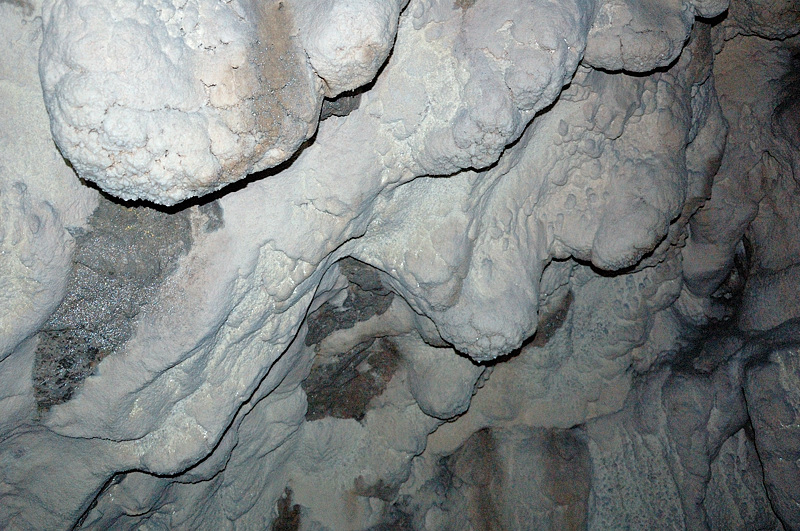
Лунное молоко на стене пещеры в Нижней Австрии

Лунное молоко — белая гомогенная желеобразная масса (суспензия), скапливающаяся в виде налётов, плёнок или потёков на стенах и полу пещер. Одной из характерных особенностей данной массы является способность быстро разжижаться, например, если помять её кусочек (явление тиксотропии).
Первые упоминания о лунном молоке датируются 1546 годом. Позднее, в 1555 году, появляются первые гипотезы о его происхождении — швейцарский учёный-энциклопедист Конрад Геснер предположил, что оно является разновидностью мицелия грибов, которые произрастают только на поверхности известняковых пород. Им же впервые и было предложено ныне устоявшееся название — «лунное молоко».
Обычно лунное молоко может быть обнаружено на известняках и содержит в своём составе карбонатные минералы.
Также имеются описанные случаи, когда в состав лунного молока входил гипс или аллофан.
Согласно данным электронной микроскопии, как правило, лунное молоко образовано мелкими, примерно одинакового размера кристаллами округлой, пластинчатой или нитчатой формы. Ряд авторов утверждают, что выраженная микроструктура ими не обнаружена.

## Теории происхождения
К настоящему времени существует четыре основные версии происхождения лунного молока.
- Возникновение лунного молока связано с намерзанием на поверхности известняка ледяных плёнок. Лёд адсорбирует диоксид углерода, что увеличивает растворимость карбонатной породы[11]. Согласно этой гипотезе лунное молоко рассматривается как остаточный продукт растворения известняка. Данная гипотеза подходит для пещер, которые расположены на севере либо высоко в горах, но она не объясняет, почему лунное молоко образуется преимущественно в тёплых пещерах тропических широт[10].

- Лунное молоко является продуктом деятельности микроорганизмов. Имеется ряд работ, доказывающих, что некоторые бактерии (напр., Macromonas bipunctata) и грибы имеют способность осаждать мелкие кристаллы кальцита как побочный продукт своей активности[12][4]. Хотя порой в лунном молоке может быть обнаружено большое количество микроорганизмов, в ряде случаев они полностью в нём отсутствуют.

- Лунное молоко является остаточным продуктом процессов растворения и дезинтеграции коренной породы[10] под воздействием различных внешних факторов: воды, процессов дыхания микроорганизмов и т. п. Данная теория является наиболее распространённой[13][14], хотя исследователями не всегда объясняется, почему в ряде случаев отсутствует сходство между химическим составом коренной породы и лунного молока.

- Лунное молоко рассматривается как продукт не растворения, а аккумуляции — из насыщенного раствора происходят процессы одновременного быстрого осаждения вещества вокруг многих центров кристаллизации (например, при резком охлаждении смеси или присутствии мелких зародышей для кристаллов одинакового размера и т. п.)[10].

## Классификация
Единой классификации лунного молока не существует. Классификация по принятым в минералогии схемам всегда вызывала трудности. Распространены две точки зрения. Согласно первой под лунным молоком понимают только его карбонатную разновидность, образованную мелкими кристаллами кальцита или других карбонатов и классифицируемую так же, как и другие карбонатные минералы. Согласно второй, под названием лунного молока рассматриваются самые различные объекты, которые обладают не только разным составом, но и различным происхождением.

## Использование
Неоднократные упоминания о использовании лунного молока в медицинских целях встречаются в древних трактатах XVI века. Согласно им лунное молоко применялось с целью заживления переломов, кожных язв, а также принималось перорально при диарее и дизентерии. В ветеринарии его давали коровам для повышения лактации.